# Клајнфишлинген
Клајнфишлинген (њем. Kleinfischlingen) општина је у њемачкој савезној држави Рајна-Палатинат. Једно је од 74 општинска средишта округа Зидлихе Вајнштрасе. Према процјени из 2010. у општини је живјело 270 становника. Посједује регионалну шифру (AGS) 7337048.

## Географски и демографски подаци
Клајнфишлинген се налази у савезној држави Рајна-Палатинат у округу Зидлихе Вајнштрасе. Општина се налази на надморској висини од 131 метра. Површина општине износи 2,5 km². У самом мјесту је, према процјени из 2010. године, живјело 270 становника. Просјечна густина становништва износи 107 становника/km².